# Ononis varelae
Ononis varelae är en ärtväxtart som beskrevs av Juan Antonio Devesa. Ononis varelae ingår i släktet puktörnen, och familjen ärtväxter. Inga underarter finns listade i Catalogue of Life.